# Paisley (motyw)

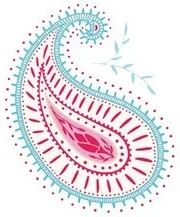
Wzór paisley

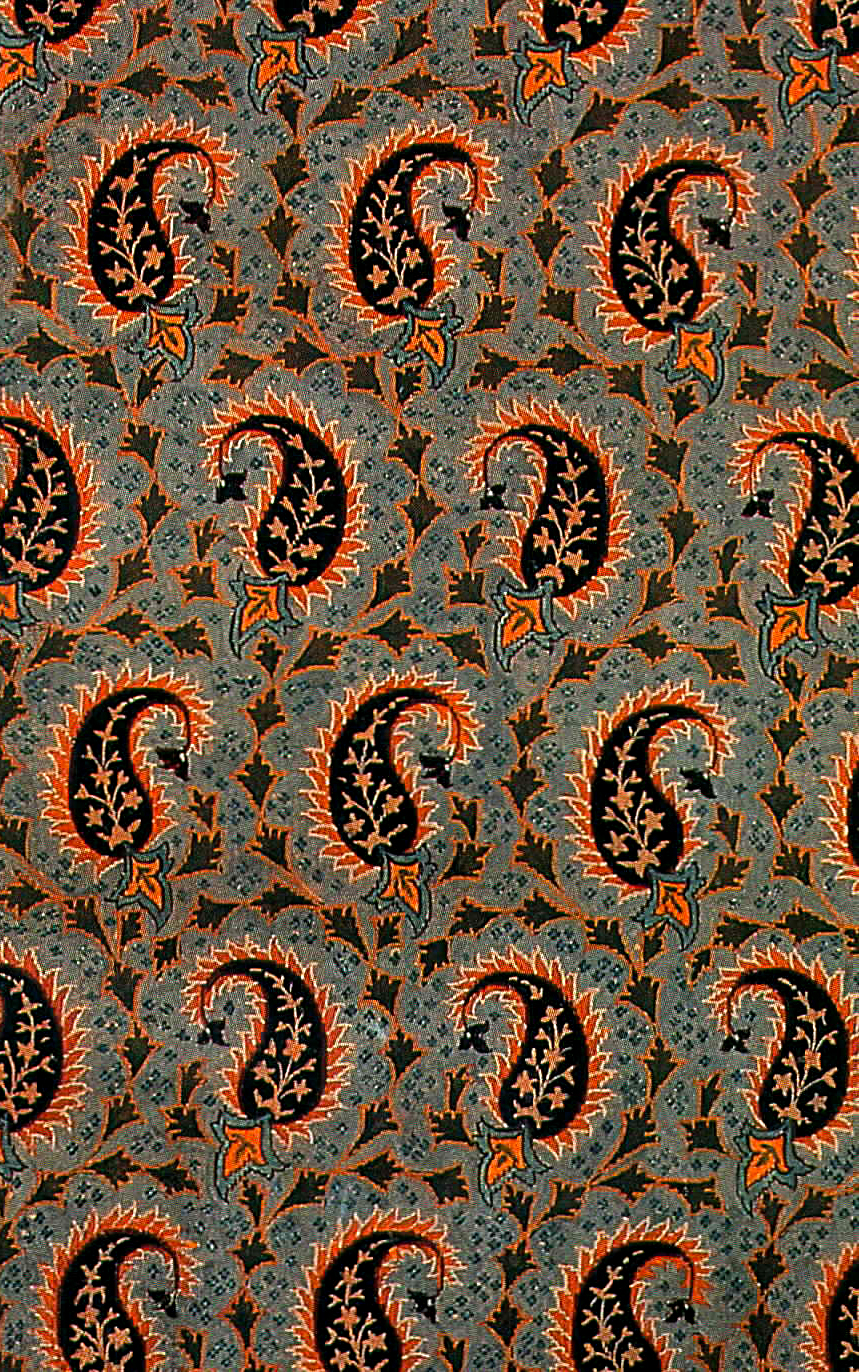
Perski jedwabny brokat ze złotą nicią, utkany w 1939 r.

Paisley – wzór wykorzystywany w zdobnictwie tkanin. Pojawił się w Iranie prawdopodobnie na początku naszej ery. Do dziś jest popularny we wzornictwie krajów Bliskiego Wschodu. W Azerbejdżanie i Turcji znany jest pod nazwą buta, zaś w Iranie i Indiach jako botteh lub botha. W Polsce spotyka się określenie „wzór turecki”.
Charakterystycznym elementem wzoru jest kształt łzy zakręconej u węższego końca. Nie jest jasne co dokładnie przedstawia wzór i jaki był jego pierwowzór, wspomina się o owocu mango czy migdale.

## Historia
W Iranie historycznie ozdabiano nim tkaniny, ale również insygnia władzy i szaty sędziów, w Azerbejdżanie zaś nawet domy. 
Do Europy motyw dotarł razem z szalami kaszmirskimi, sprowadzanymi przez Kompanię Wschodnioindyjską. Nazwa przyjęta w kulturze europejskiej pochodzi od szkockiego miasta Paisley, w którym w XVIII wieku zaczęto produkować tkaniny z tym motywem. W mieście działały 23 manufaktury, największą była fabryka braci Petera i Thomas Coatsów. 
Do popularyzacji, także wśród wyższych warstw społeczeństwa Francji i Anglii, przyczyniły się koronowane głowy noszące stroje ozdobione tym wzorem: królowa Francji Maria Antonina i królowa Anglii Wiktoria Hanowerska. Wzory z czasem pojawiały się m.in. na chustach śląskich, czy ludowych strojach alzackich. Chusty ze wzorem paisley nosiły też kobiety w Stanach Zjednoczonych podczas wojny secesyjnej. W latach 60. XX wieku wzór był popularny wśród subkultury hippisowskiej. 
Oryginalne kaszmirskie wzory miały główne elementy ustawione w rzędach i zwrócone w jednym kierunku. W Paisley zaś wprowadzono wariacje, a charakterystyczne elementy przyjęły różną wielkość, kierunek i położenie. Zredukowano też liczbę używanych kolorów.
Do dziś wzór spotykany jest na tapetach, tkaninach, ubraniach, naczyniach czy chustach z Pawłowskiego Posadu.

## Tkaniny z wzorem paisley

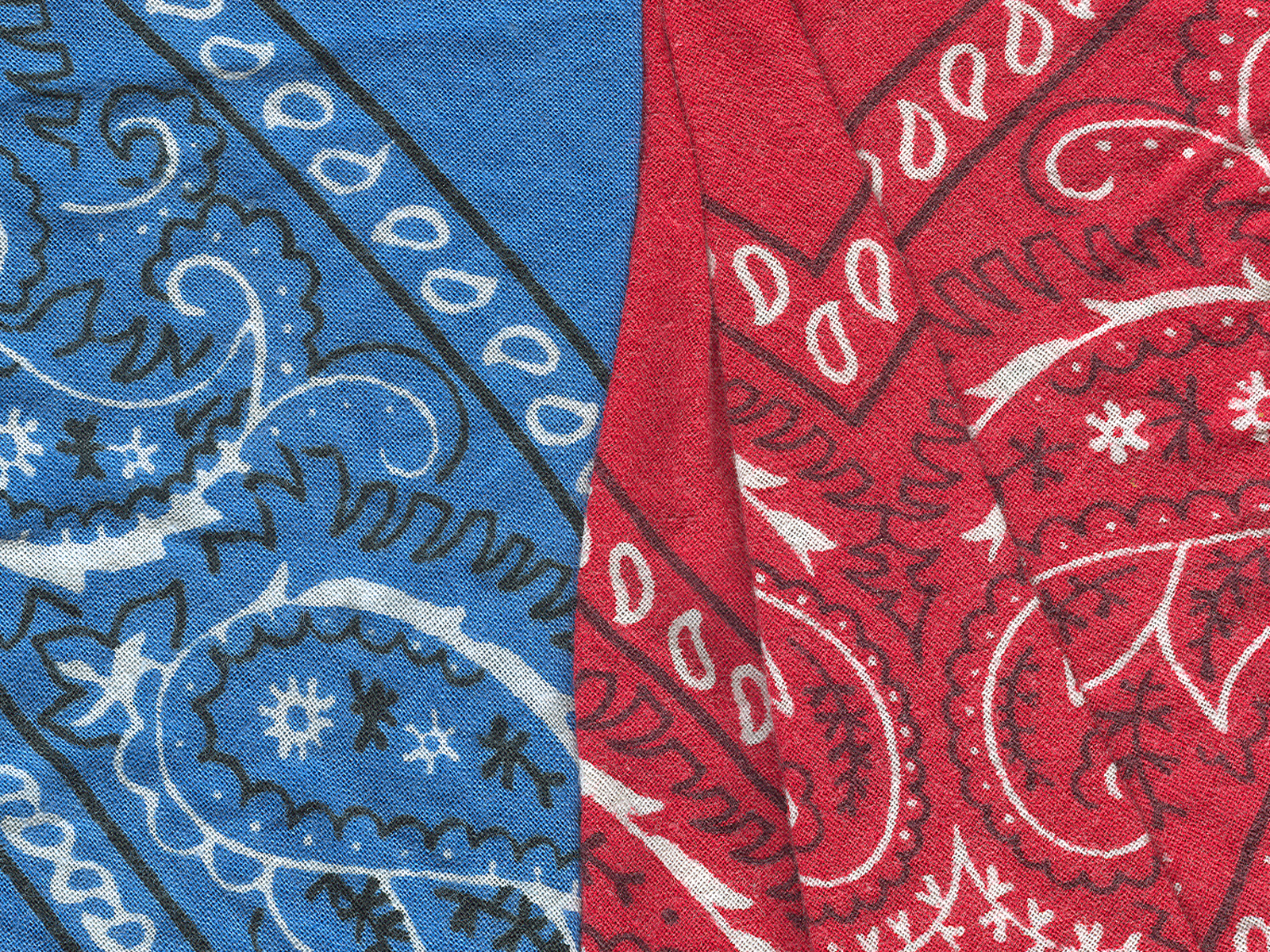
Bandany
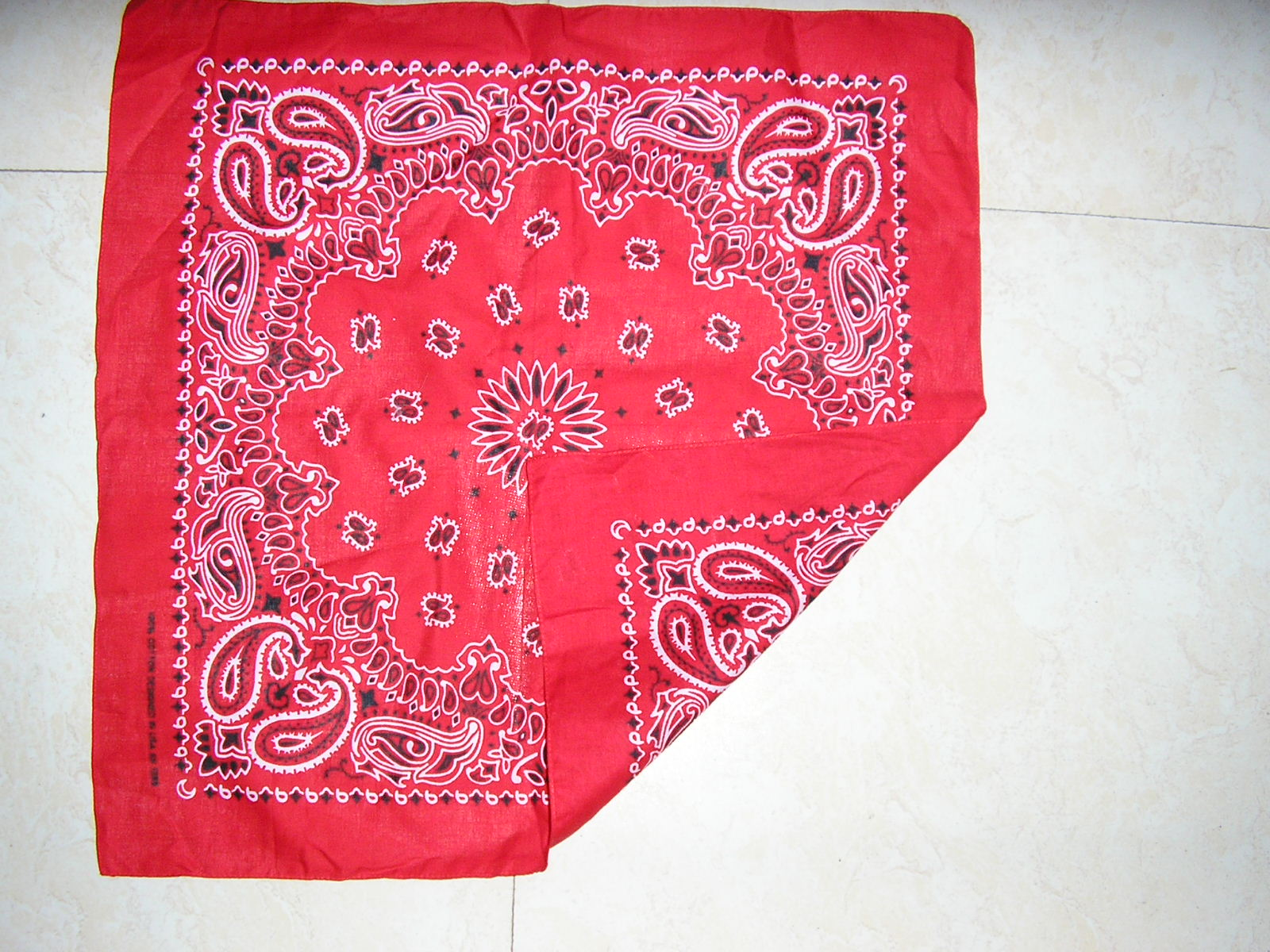
Chusta
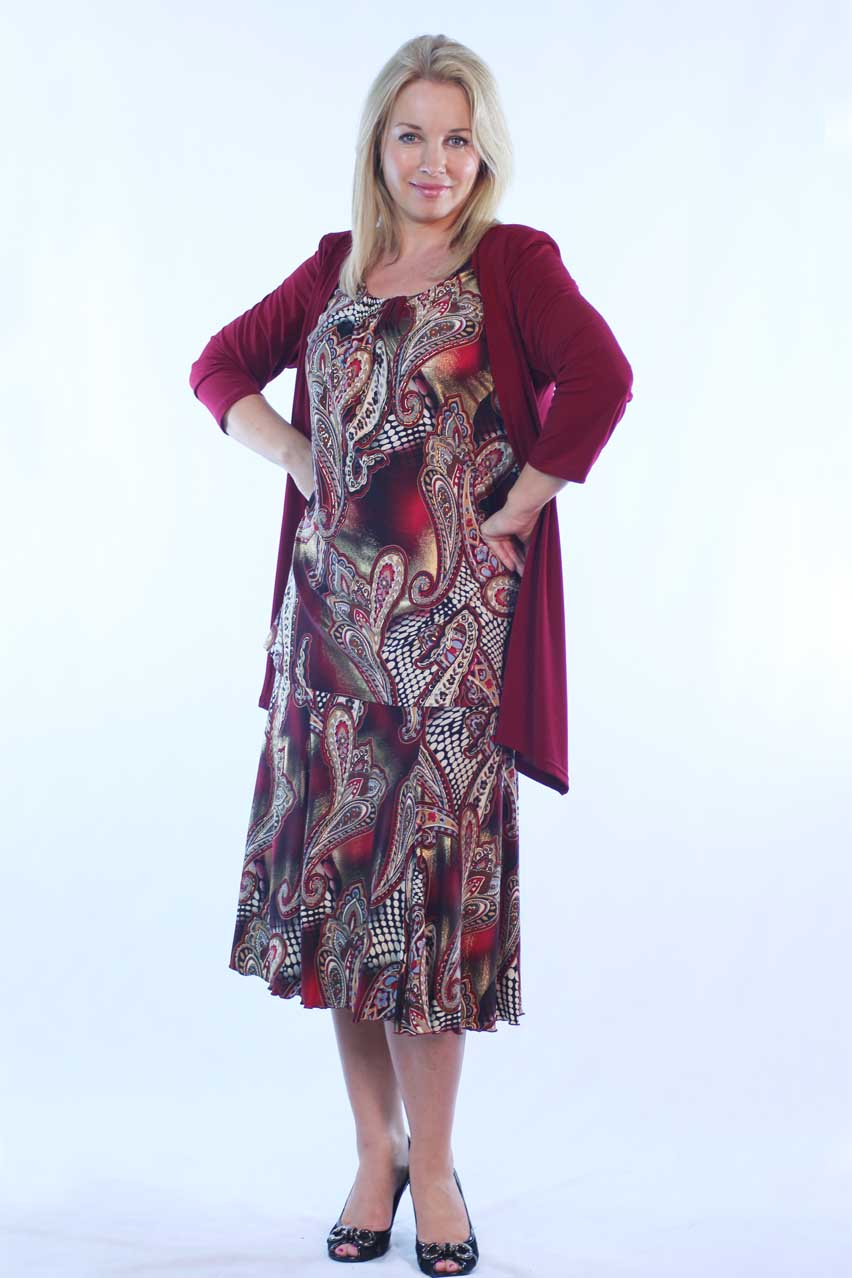
Suknia
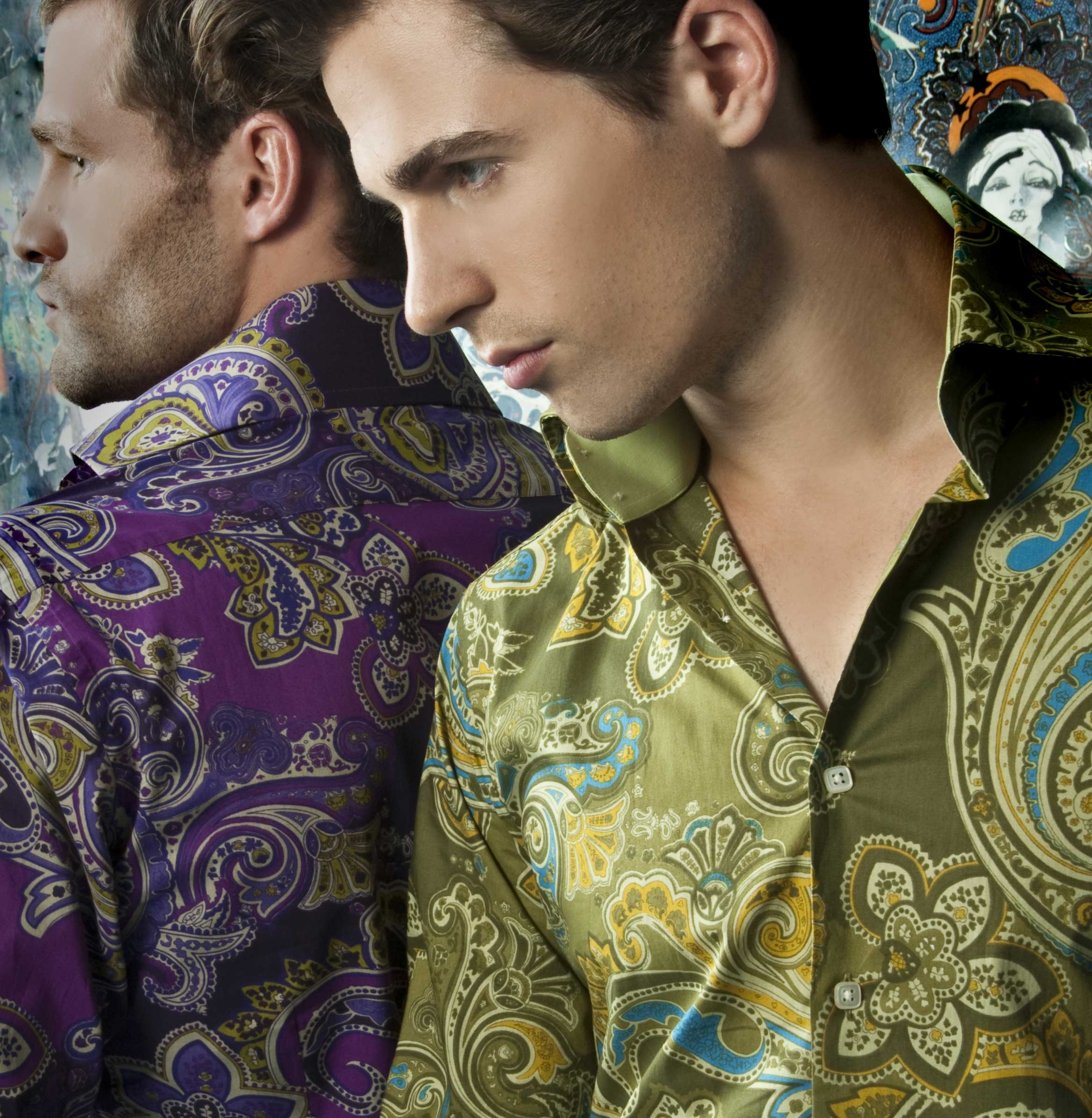
Koszula
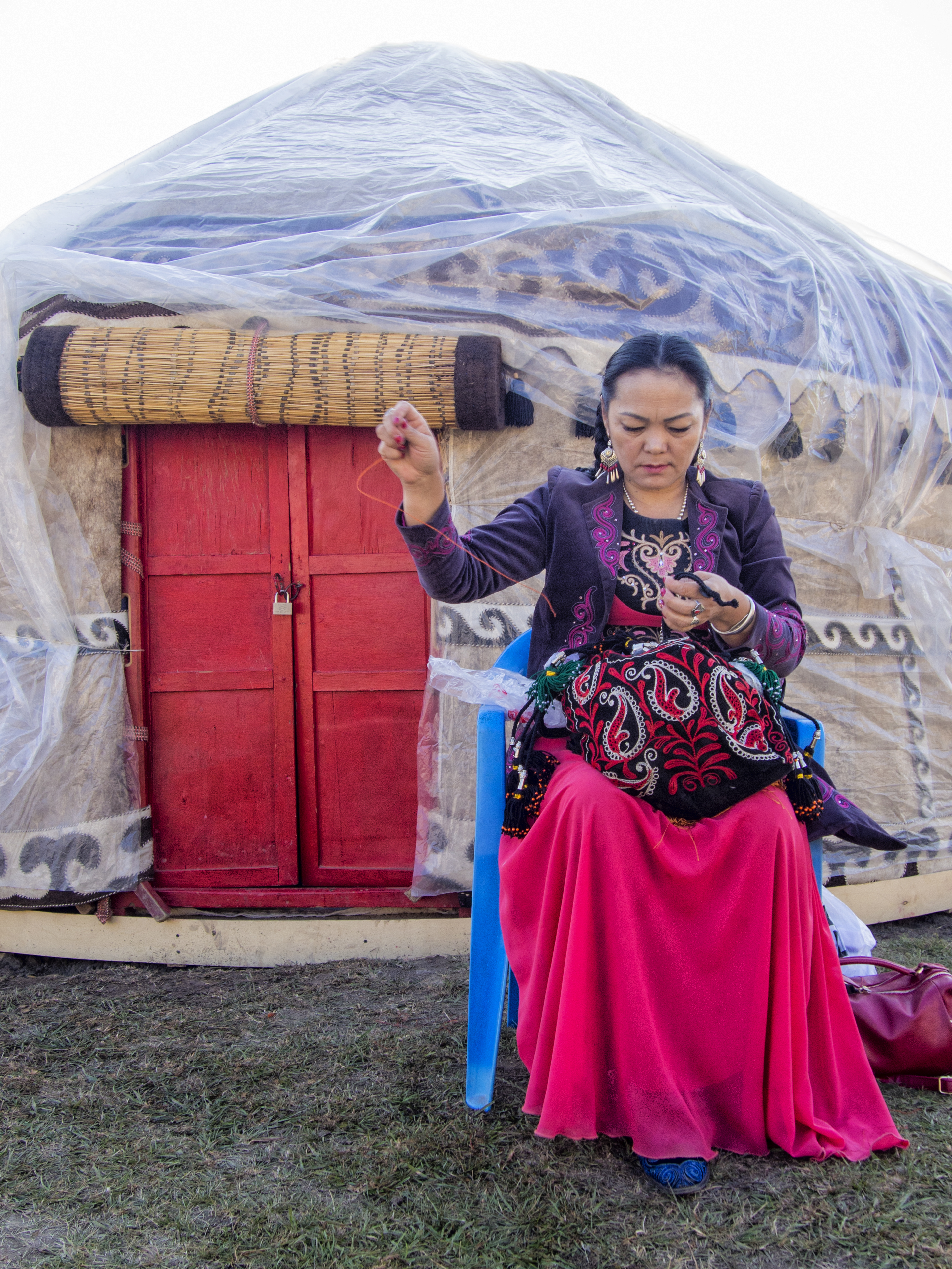
Kirgizka haftująca wzór paisley